# 石抹世昌
石抹 世昌（せきまつ せいしょう、1236年 - 1260年）は、モンゴル帝国に仕えた契丹人の一人。
『元史』には立伝されていないが、『至正集』巻52碑志9故征南千戸蕭公神道碑銘に祖父の石抹海住とともにその事蹟が記される。『新元史』には故征南千戸蕭公神道碑銘を元にした列伝が記されている。

## 概要
石抹世昌はキタイ帝国（遼朝）の歴代皇后を輩出した審密＝石抹氏（漢風には蕭氏）の出であった。祖父の石抹海住はモンゴルの最初の金朝侵攻時にムカリに降り、戦功によって奉国上将軍・彰徳路総管兼行軍総帥府事とされたことで彰徳に移り住んだ。
石抹海住の息子の石抹珪は征南千戸とされたが早世し、その息子の石抹世昌は僅か7歳で父を失った。石抹世昌は容姿端麗で子供のようには見えず、独力で学問を学んだという。9歳にしてアウルクを率い、13歳にして父の率いていた千戸（ミンガン）を受け継いだ。この時既に堂々とした体躯であり、13歳にして成人のようであったという。
1259年（己未）には南宋遠征のため長江を渡ったが、その翌年に皇帝モンケが急死し、中統と改元したクビライに仕えるようになった。1262年（中統3年）に叛乱を起こした李璮の討伐の際には、70日に渡って鎧を脱がず、宿州・蘄州を奪還する功績を挙げた。1269年（至元6年）には五河口を南宋から奪取する功績を挙げた。この際、石抹世昌は自ら敵船に乗り移って40人余りを討ち取る激戦を繰り広げ、流れ落ちた血が履き物を浸すほどであったという。しかし、この激戦で傷を負ってしまったためか、1260年（至元7年）1月17日に僅か25歳にして急死した。

## 子孫
石抹世昌の妻の段氏はやはり千戸（ミンガン）の段高奴の娘で、15歳にして嫁ぎ、石抹世昌の軍務に尽く従ったという。段氏が23歳の時に石抹世昌は急死し、当時7歳であった石抹恒と2歳であった石抹謙という2人の息子を連れ、段氏は安陽の建善村に夫の墓を建てた。段氏は質素な生活を送り、姑にはよく尽くし、母を失った孫の石抹カラ・ブカの養育もよく行ったため、中書省は1285年（至元22年）に段氏の孝節を表彰した。段氏はその後も長く生き、1307年（大徳11年）3月24日に60歳にして亡くなり、夫の墓（征南墓）に共に葬られた。
石抹世昌の長男の石抹恒は13歳にして父の地位を継ぎ、鎮南王トガンの陳朝遠征にも加わったが、病により帰還し武略将軍・飛騎尉・臨漳県男に封ぜられた。また、次男の石抹謙はモンゴル語に通達しており、河南省蒙古史から承事郎河南省管勾・承発架閣庫・承務郎杭州路・仁和県尹とされたが、職務に就く前に早世した。
石抹世昌の孫の世代は6人おり、石抹処義・石抹処礼・石抹処智・石抹処信・石抹処約が石抹恒の息子で、長男の石抹処義が父の地位を継いだ。石抹謙には石抹カラ・ブカという息子がおり、石抹処仁という漢風の名前も持っていた。石抹カラ・ブカは従事郎益都路嶧州判官・河南省蒙古史・承務郎順徳府内丘県尹と父と同様の官職についていた。また、孫の世代の女児は9人いたが、皆名族に嫁いだ。曾孫の世代には男児が6人、女児が5人いたが、碑文が立てられた時にはまだ幼く、名前は伝わっていない。